# Coutume de Bretagne

Page de titre de l'édition parisienne de 1621 des Coutumes de Bretagne par Bertrand d'Argentré.

La coutume de Bretagne est un ensemble de règles et usages en matière de droit, ayant valeurs de loi durant l'Ancien régime dans le duché de Bretagne. Ces règles encadrent les procédures civiles et pénales, le droit applicable à la famille, au patrimoine, à l’organisation féodale et à la répression de la délinquance.  

## Une coutume territoriale
Cette coutume appartient à la famille du droit coutumier. Le processus d'élaboration du droit coutumier, diffère de celui qui consiste à rédiger une loi dans le droit romain. Le droit coutumier est une synthèse des solutions juridiques mises en œuvre par les habitants d'un territoire pour régler des différends. C'est l'expérience et la solution trouvée localement qui engendre une règle pouvant se généraliser sur tout un territoire. La multiplicité des situations à résoudre sur une longue période finit par constituer une coutume qui s'applique à l'ensemble de la Bretagne, y compris l'actuelle Loire-Atlantique.
La coutume de Bretagne aurait commencé à être élaborée à partir du  XIIe siècle. 

## La Très ancienne coutume de Bretagne (XIVe–XVIesiècle)

### Élaboration
Elle s'est élaborée au fil des siècles, jusqu'à la fin du Moyen Âge, période durant laquelle l'expérience des « saiges et bon coustumiers » a été mise par écrit sous le nom de Très ancienne coutume de Bretagne, avant d'être publiée en 1480. Une version plus moderne a été rédigée avec difficulté sous le nom de Coutume de Bretagne.
Le premier texte rédigé date de 1320 environ. Cet écrit se fonde sur la pratique juridique coutumière et emprunte également au droit romain, ainsi qu'à des coutumes d'autres territoires : celle de l'Anjou et celle du Maine. Le texte inclut également beaucoup de considérations morales et religieuses.
Les conditions de sa rédaction sont incertaines. Le lieu de la rédaction se situe vraisemblablement en Haute-Bretagne. La rédaction du texte serait située, entre 1312 et 1325, c'est-à-dire durant le règne de Jean III. L'hypothèse d'un seul auteur est conforme à l'homogénéité du texte, mais Noël du Fail en a désigné trois, identifiés à des personnes de l'entourage du duc de Bretagne : Copu le sage, Mahé le léal et Tréal le fier. Cependant : l'identité des auteurs fait débat, ainsi que l'orthographe de leur nom. Si bien que le texte est parfois considéré comme étant un ouvrage anonyme, on sait que les auteurs sont des juristes, probablement diplômés de l’Université.
Certaines sources sont précisées : Assise au comte Geoffroy (1185) ; Institutes de Justinien.
La Très Ancienne Coutume comporte 336 chapitres, écrits dans un français très archaïque. Elle encadre avec précision le déroulement d’un procès civil, et donne des garanties équitables aux parties. Elle précise également les étapes d’un procès pénal. Elle autorise le combat judiciaire, permettant à un accusé de vol, de parjure ou de trahison de prouver son innocence.

### Objectif
Ce texte a eu pour ambition de faire connaître le droit régnant en Bretagne d'après les usages ; cette connaissance devant favoriser la paix entre les hommes ou quand les contentieux étaient inévitables d'en faciliter la résolution, dans la province même comme dans les affaires dans lesquelles se trouvaient engagés des Bretons.
Il s'agit avant tout d'un inventaire raisonné des pratiques communes au duché et jusqu'alors transmises par tradition ; on n'y trouve donc pas d'éléments d'émanation législative autres que ceux qui seraient rentrés dans les mœurs de longue date. On trouve de temps à autre des éléments provenant du droit savant (droit romain) quand la coutume y trouve une forme d'universalité et donc de force. 

### Structure et contenu de la T.A.C
La teneur concrète de la Très Ancienne Coutume l'apparente à un « style de procédure civile et criminelle », c'est-à-dire à l'équivalent des codes de procédure qui développent toutes les conditions de déroulement d'un contentieux. Ce n'est que tissés dans cette trame judiciaire que se découvrent les usages civils traditionnels, ceux dont l'auteur dans une perspective chrétienne vise la diffusion en vue de la concorde entre les hommes. Avec des chapitres de présentation et de conclusion, la coutume de Bretagne comporte 355 chapitres. Marcel Planiol a réparti ces chapitres en neuf sections :
1. Considérations sur la justice ;
2. Les types d'actions ;
3. Droit des mineurs ;
4. Droit pénal ;
5. Procédures particulières ;
6. Aspects du droit familial ;
7. Droit féodal ;
8. Droit rural ;
9. Voies d'exécution.

## La Coutume de Bretagne (XVIe–XVIIIesiècle)
En 1532, le duché de Bretagne est définitivement intégré au royaume de France par le traité d'union. Cet événement modifie la forme du droit, mais n'en modifie pas considérablement le contenu. Cependant, l'ordonnance royale de Montils-lèz-Tours ratifiée en 1453 contraint toutes les coutumes du royaume à faire l'objet d’une rédaction officielle.
La rédaction du droit coutumier de Bretagne est réalisée par une commission de cinq magistrats nommés par le roi de France, François Ier. Ces magistrats ne sont pas tous bretons. La Très Ancienne Coutume constitue le texte de base, mais la syntaxe est modernisée et la structure est modifiée : le texte est divisé en vingt-quatre titres thématiques et 632 articles. Ce texte est approuvé par l’assemblée des États de Bretagne. Il est promulgué en octobre 1539. Le texte est remanié en 1580. Cette version reste en application, sans aucun changement, jusqu’à la Révolution française. 

## Manuscrits et différentes éditions
Il existe de nombreux manuscrits de la Coutume de Bretagne, conservés dans les bibliothèques municipales de Rennes, Nantes, Saint-Brieuc, Vitré, Châteaulin, Bordeaux, Paris et Londres.
La première édition imprimée l'a été en 1480 à Paris, suivie par celles de 1485 à Rennes, Tréguier et Bréhant-Loudéac.
On recense encore les impressions suivantes : 1502 à Rouen ; 1507 à Paris ; 1513 à Nantes ; 1521 à Paris ; 1528 et 1531 à Rennes ; 1532 à Nantes ; 1538 à Rouen.
En 1539, une rédaction plus officielle est tentée à Paris, mais très insatisfaisante et sa réformation est décidée en 1580. Le résultat est encore si confus qu'une troisième révision sera envisagée à la fin XVIIe siècle par le chancelier Pontchartrain.
En 1710, Michel Sauvageau, avocat au Parlement de Bretagne (Rennes), fait à nouveau imprimer la version primitive.
Dans l'ordre chronologique :
- La coutume de Bretagne, 1401-1500, manuscrit, 234 pages, [lire en ligne] (sur Gallica) ;
- Très ancienne Coutume de Bretagne, XVe siècle, manuscrit, 438 pages, [lire en ligne] (sur les Tablettes Rennaises, Bibliothèque de Rennes Métropole) ;
- Très ancienne Coutume de Bretagne, XVe siècle, manuscrit en deux volumes, 236 [lire en ligne] + 260 pages, [lire en ligne] (sur BabordNum - Université de Bordeaux). Ces manuscrits ont échappé à M. Planiol pour son édition ;
- René de la Bigotière, Commentaires sur la coutume de Bretagne ou Institutions au Droit François par rapport à la même Coutume, Rennes, Pierre Garnier, 1702 ;
- N. de Motays, Coutume de Bretagne, et usances particulières de quelques villes et territoires de la mesme province. Avec des observations très savantes, quantité de décisions et d'arrêts, Nantes, Verger, 1725 ;
- Pierre Hévin, Questions et observations concernant les matières féodales par rapport à la coustume de Bretagne, Rennes, Vatard, 1736 ;
- Michel Sauvageau, Coutumes de Bretagne avec les commentaires et observations pour l'intelligence, le véritable sens et l'usage des Articles obscurs, suivant les édits, déclarations, ordonnances et arrêts de règlements rendus depuis la dernière réformation de ce coûtume, suivi de : La tres-ancienne Coûtume de Bretagne, Rennes, Vatar, 1737 ;
- Pierre Hévin, Bertrand d’Argentré, Charles Dumoulin, Coutumes générales du païs et duché de Bretagne; et usemens locaux de mesme Province. Avec les procez-verbaux des deux reformations, Rennes, Vatar, 1745 ;
- Henri Potier de La Germondaye, Recueil des arrêts sur plusieurs questions de droit et de coutume..., Rennes, 1775 ;
- Henri Potier de La Germondaye, Introduction au gouvernement des paroisses suivant la jurisprudence du Parlement de Bretagne, St-Malo, Hovius, 1777 [lire en ligne] ;
- Henri Potier de La Germondaye, Recueil des arrests de règlement du Parlement de Bretagne, 1777 ;
- Marcel Planiol, La très ancienne coutume de Bretagne avec les Assises, Constitutions de Parlement et ordonnances ducales suivies d'un recueil de textes divers antérieurs à 1491, Rennes, Plihon et Hervé, 1896 [lire en ligne] (sur Gallica).